# クーロスのコルヴィル子爵
クーロスのコルヴィル子爵（英: Viscount Colville of Culross）は、イギリスの子爵、貴族、連合王国貴族爵位。
スコットランド貴族の第10代クーロスのコルヴィル卿チャールズ・コルヴィルが1902年に叙されたことに始まる。子爵家の歴代当主はコルヴィル氏族の氏族長を務める。

## 歴史
サー・ジェームズ・コルヴィル(1551-1629)が1604年4月24日にスコットランド貴族としてクーロスのコルヴィル卿(Lord Colville of Curloss)に叙されたことが子爵家の嚆矢である。 

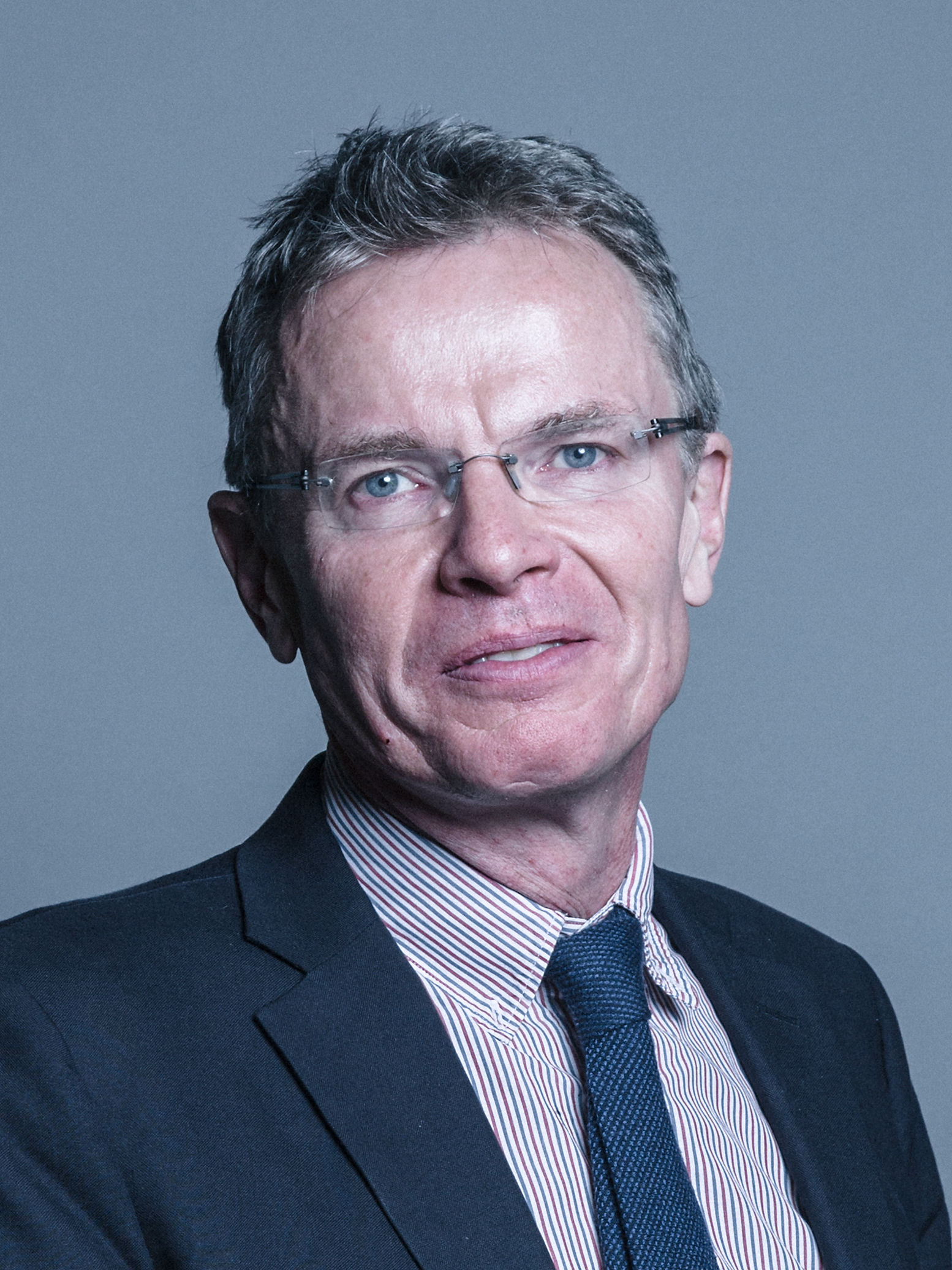
現当主の5代子爵チャールズ・コルヴィル

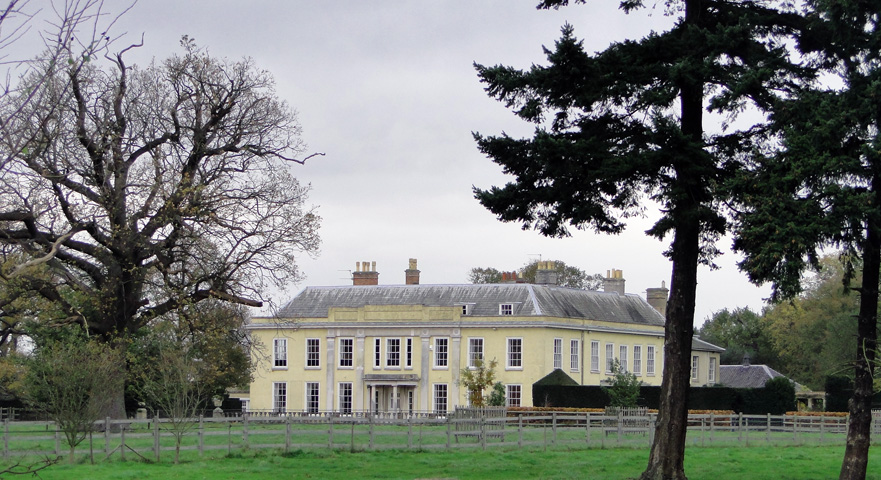
子爵家の邸宅ウォーリンガム・ホール。

その後、爵位は4代卿ジョン(?-1680)の代まで順当に初代卿直系の男子によって相続された。その4代卿は1680年に嗣子なく没したが、卿位の継承条件は『コルヴィルの姓と紋章を受け継ぐ初代卿の男子相続人』であったため、いとこのアレクサンダー・コルヴィル(1666-1717)が5代卿位を襲った。さらに5代卿の系統で爵位の継承は続いた。  
彼の孫にあたる7代卿アレクサンダー(1717–1770)はイギリス海軍の高名な提督で、七年戦争に際してはケベック包囲戦等を指揮している。  
また彼の甥である9代卿ジョン(1768–1849)も海軍軍人で王立海軍の白色大将にのぼったほか、1818年から1849年までスコットランドの貴族代表議員を務めた。 
9代卿の甥である10代卿チャールズ・ジョン・コルヴィル(1818-1903)は保守党の政治家として活動した。彼は1885年に連合王国貴族としてパース州クーロスにおけるクーロスのコルヴィル男爵(Baron Colville of Culross, of Culross in the County of Perth)に叙された後、1902年7月15日にはクーロスのコルヴィル子爵(Viscount Colville of Culross)に昇叙した。 
現当主である5代子爵チャールズ(1959-)は1999年貴族院法制定以降も議席を維持する92人の世襲貴族のひとり（クロスベンチ所属）である。 
なお、サー・スタンリー・コルヴィル海軍大将(1861-1939)とは初代子爵の次男であり、彼の三男は高名な伝記作家サー・ジョン・ジョック・コルヴィル(1915-1987)である。            
子爵家の紋章に刻まれるモットーはコルヴィル氏族の標語でもある『我、忘るるあたわず(Oblier ne puis)』。 
一族の邸宅はサフォーク、ベクルズ近郊に位置するウォーリンガム・ホール(Worlingham Hall)。子爵家の歴代当主はコルヴィル氏族の氏族長を務める。

## 現当主の保有爵位
現当主である第5代クーロスのコルヴィル子爵チャールズ・コルヴィルは以下の爵位を有する。
- 第5代クーロスのコルヴィル子爵(5th Viscount Colville of Culross)
(1902年7月15日の勅許状による連合王国貴族爵位)
- 第14代クーロスのコルヴィル卿(14th Lord Colville of Culross)
(1604年3月10日の勅許状によるスコットランド貴族爵位)
- 第5代パース州クーロスにおけるクーロスのコルヴィル男爵(5th Baron Colville of Culross, of Culross in the County of Perth)
(1885年12月31日の勅許状による連合王国貴族爵位)

## 一覧

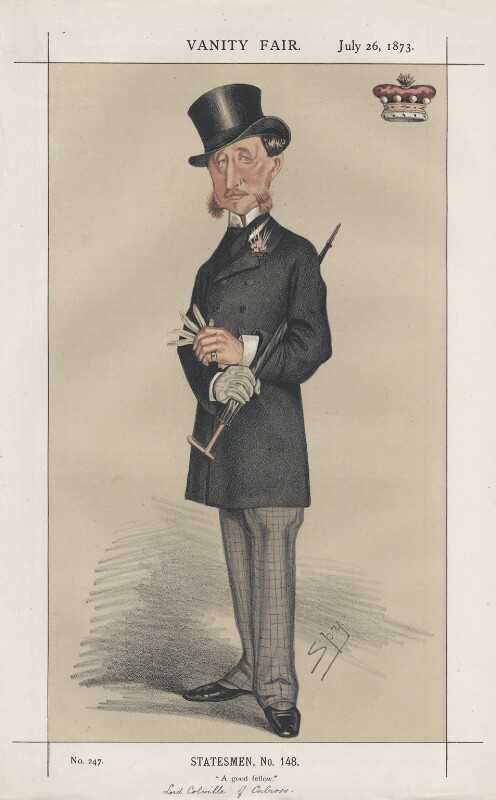
バニティ・フェア誌に描かれた初代子爵のカリカチュア

### クーロスのコルヴィル卿 (1604年)
- 初代クーロスのコルヴィル卿ジェームズ・コルヴィル（英語版）(1551–1629)
- 第2代クーロスのコルヴィル卿ジェームズ・コルヴィル　(1604–1654)
- 第3代クーロスのコルヴィル卿ウィリアム・コルヴィル　(生年不詳‐1656)
- 第4代クーロスのコルヴィル卿ジョン・コルヴィル　(生年不詳‐1680)
- 第5代クーロスのコルヴィル卿アレクサンダー・コルヴィル　(1666–1717)
- 第6代クーロスのコルヴィル卿ジョン・コルヴィル　(1690–1741)
- 第7代クーロスのコルヴィル卿アレクサンダー・コルヴィル（英語版）　(1717–1770)
- 第8代クーロスのコルヴィル卿ジョン・コルヴィル　(1725–1811)
- 第9代クーロスのコルヴィル卿ジョン・コルヴィル（英語版）　(1768–1849)
- 第10代クーロスのコルヴィル卿チャールズ・ジョン・コルヴィル（英語版）　(1818–1903) - 1885年にクーロスのコルヴィル男爵に叙爵

### クーロスのコルヴィル男爵（1885年）
- 初代クーロスのコルヴィル男爵チャールズ・ジョン・コルヴィル（英語版）　(1818–1903) - 1902年にクーロスのコルヴィル子爵に陛爵

### クーロスのコルヴィル子爵 （1902年）
- 初代クーロスのコルヴィル子爵チャールズ・ジョン・コルヴィル（英語版）　(1818–1903)
- 第2代クーロスのコルヴィル子爵チャールズ・ロバート・ウィリアム・コルヴィル　(1854–1928)
- 第3代クーロスのコルヴィル子爵チャールズ・アレクサンダー・コルヴィル　(1888–1945)
- 第4代クーロスのコルヴィル子爵ジョン・マーク・アレクサンダー・コルヴィル（英語版）　(1933–2010)
- 第5代クーロスのコルヴィル子爵チャールズ・マーク・タウンシェンド・コルヴィル（英語版）(1959-)

爵位の推定相続人は現当主の弟であるマスター・オブ・コルヴィル（儀礼称号）リチャード・ジェイムズ・イニス・コルヴィル(1961-)閣下。